# 洛赫巴赫河 (伊特河支流)
51°10′24″N 6°59′13″E / 51.173355°N 6.986896°E

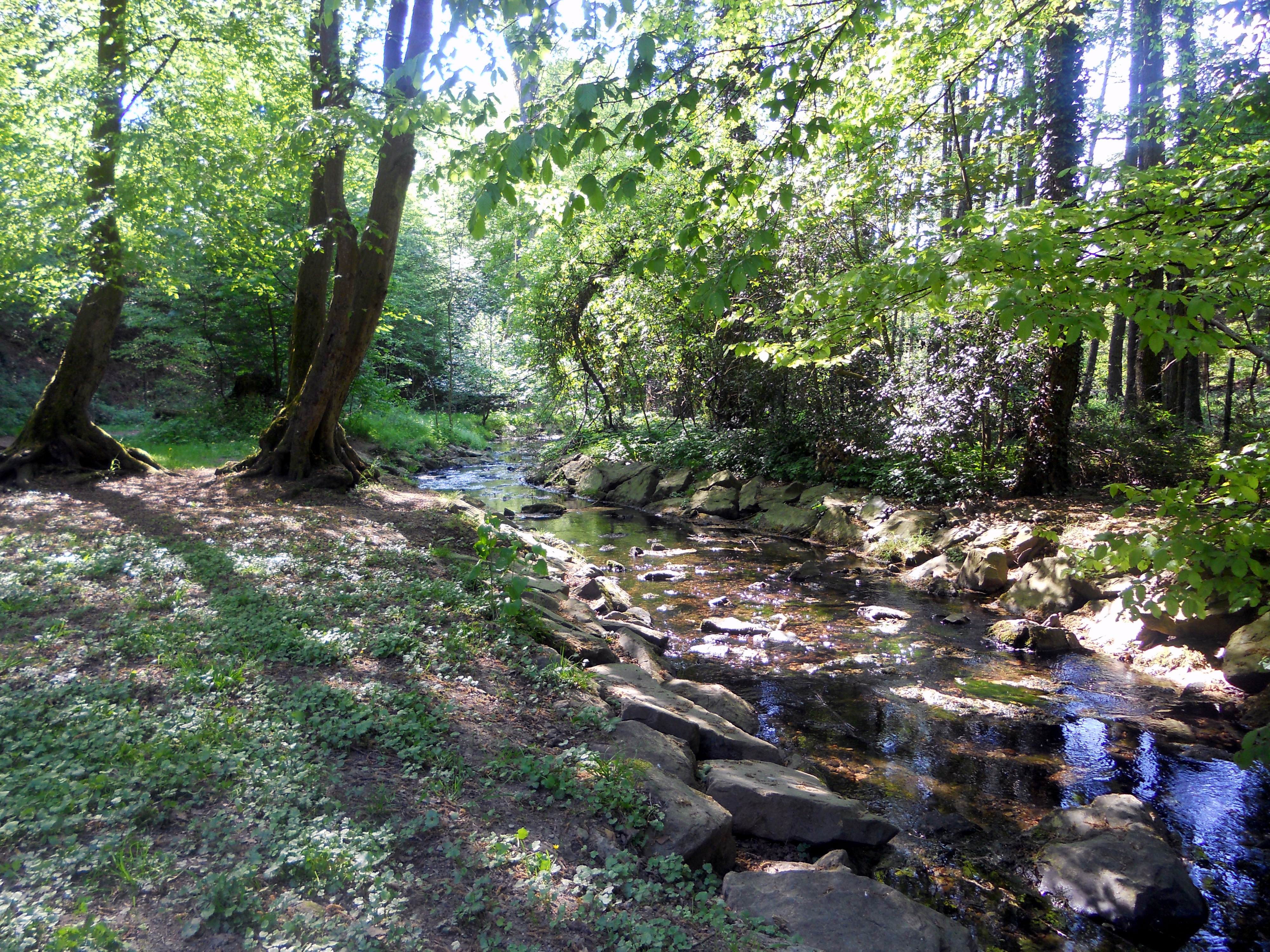
洛赫巴赫河（伊特河支流）

洛赫巴赫河（德語：Lochbach），是德國的河流，位於該國西部，處於北萊茵-威斯特法倫州，屬於伊特河的支流，河道全長7.9公里，流域面積8.8平方公里，河畔城鎮有索林根。